# Saint-Louet-sur-Vire
Saint-Louet-sur-Vire és un municipi francès situat al departament de la Manche i a la regió de Normandia. L'any 2007 tenia 185 habitants.

## Demografia

### Població
El 2007 la població de fet de Saint-Louet-sur-Vire era de 185 persones. Hi havia 68 famílies de les quals 8 eren unipersonals (4 homes vivint sols i 4 dones vivint soles), 30 parelles sense fills i 30 parelles amb fills.
La població ha evolucionat segons el següent gràfic:
Habitants censats

### Habitatges
El 2007 hi havia 88 habitatges, 69 eren l'habitatge principal de la família, 14 eren segones residències i 5 estaven desocupats. Tots els 88 habitatges eren cases. Dels 69 habitatges principals, 53 estaven ocupats pels seus propietaris i 16 estaven llogats i ocupats pels llogaters; 3 tenien dues cambres, 7 en tenien tres, 19 en tenien quatre i 39 en tenien cinc o més. 58 habitatges disposaven pel capbaix d'una plaça de pàrquing. A 32 habitatges hi havia un automòbil i a 36 n'hi havia dos o més.

### Piràmide de població
La piràmide de població per edats i sexe el 2009 era:
| Homes | Edats   | Dones |
| ----- | ------- | ----- |
| 0     | 95 o +  | 0     |
| 0     | 90 a 94 | 0     |
| 0     | 85 a 89 | 0     |
| 0     | 80 a 84 | 0     |
| 0     | 75 a 79 | 4     |
| 12    | 70 a 74 | 12    |
| 4     | 65 a 69 | 0     |
| 0     | 60 a 64 | 0     |
| 8     | 55 a 59 | 0     |
| 0     | 50 a 54 | 0     |
| 12    | 45 a 49 | 16    |
| 12    | 40 a 44 | 0     |
| 4     | 35 a 39 | 0     |
| 8     | 30 a 34 | 4     |
| 12    | 25 a 29 | 12    |
| 4     | 20 a 24 | 8     |
| 0     | 15 a 19 | 16    |
| 4     | 10 a 14 | 8     |
| 4     | 5 a 9   | 0     |
| 12    | 0 a 4   | 4     |

## Economia
El 2007 la població en edat de treballar era de 130 persones, 102 eren actives i 28 eren inactives. De les 102 persones actives 92 estaven ocupades (51 homes i 41 dones) i 9 estaven aturades (3 homes i 6 dones). De les 28 persones inactives 7 estaven jubilades, 7 estaven estudiant i 14 estaven classificades com a «altres inactius».

### Ingressos
El 2009 a Saint-Louet-sur-Vire hi havia 73 unitats fiscals que integraven 200,5 persones, la mediana anual d'ingressos fiscals per persona era de 15.302 €.

### Activitats econòmiques
Dels 6 establiments que hi havia el 2007, 4 eren d'empreses de construcció i 2 d'empreses de serveis.
Dels 2 establiments de servei als particulars que hi havia el 2009, 1 era un paleta i 1 guixaire pintor.
L'any 2000 a Saint-Louet-sur-Vire hi havia 17 explotacions agrícoles que ocupaven un total de 888 hectàrees.

## Poblacions més properes
El següent diagrama mostra les poblacions més properes.